# Jean Marey
Jean Adolphe Marey (Merle, 11 november 1906 - El Millia, 28 maart 1959) was een Frans militair en verzetstrijder.

## Levensloop
Marey was een landbouwerszoon en studeerde voor onderwijzer. Na een tijd in het onderwijs te hebben gewerkt nam hij in 1929 dienst in het Franse leger. Hij volgde de officiersopleding in Saint-Maixent. In 1939 werd hij bevorderd tot kapitein.

### Tweede Wereldoorlog
Na de Franse nederlaag in 1940 bleef hij in dienst in de Vrije Zone. Hij werd in oktober 1941 overgeplaatst naar Saint-Étienne. Hij zocht er contact met het geheime leger (Armée Secrète). In november 1942 werd het Franse leger in de Vrije Zone ontbonden door de Duitsers. In oktober 1943 kwam hij aan het hoofd van het geheime leger in het departement Loire en dook hij onder. Nadat de verzetsgroepen in Loire zich hadden verenigd, kwam Marey aan het hoofd van het verenigd verzet (Forces françaises de l'intérieur) in Loire. Zijn belangrijkste wapenfeit vond plaats op 21 augustus 1944. Toen wist zijn verzetsgroep een terugtrekkende Duitse kolonne tot overgave te dwingen in het dorp Estivareilles.

### Algerije
Na de oorlog bleef Marey militair. Hij was actief in Algerije waar hij in 1957 werd bevorderd tot kolonel. Hij was commandant van het 23e infanterieregiment. Hij kwam om in 1959 bij een hinderlaag van Algerijnse onafhankelijkheidsstrijders. Hij werd postuum commandeur in het Legioen van Eer.